# Natriumdi-ethyldithiocarbamaat
Natriumdi-ethyldithiocarbamaat  of dithiocarb is een zout van natrium met als brutoformule NaS2CN(C2H5)2. Het is een kristallijne stof, oplosbaar in water. De vaste stof is hygroscopisch en vormt een trihydraat: NaS2CN(C2H5)2 · 3 H2O (CAS-nummer: 20624-25-3).
Natriumdi-ethyldithiocarbamaat is een dithiocarbamaat. Een dithiocarbamaat is een verbinding die overeenkomt met carbamaat waarin beide zuurstofatomen zijn vervangen door zwavelatomen. Het wordt gevormd door koolstofdisulfide te behandelen met di-ethylamine in de aanwezigheid van natriumhydroxide.

## Toepassingen
Natriumdi-ethyldithiocarbamaat is een veel gebruikte ligand in de organische chemie. Het di-ethyldithiocarbamaation vormt onoplosbare complexen met metaalionen; dit kan men gebruiken om zware metalen als kwik, cadmium, lood of chroom uit verontreinigd water te halen of om zware metalen in vliegas te immobiliseren. In de geneeskunde is het bekend als "dithiocarb" en wordt het gebruikt als tegengif bij vergiftiging met zware metalen. Dithiocarb is ook onderzocht voor de behandeling van kanker en hiv-infecties. In het laatste geval bleek het middel (merknaam Imuthiol) bij klinische testen echter niet geschikt en het werd teruggetrokken.

## Synthese
Het zout wordt verkregen met een reactie van koolstofdisulfide met diethylamine in aanwezigheid van natriumhydroxide:
{\displaystyle {\ce {CS2 + HN(C2H5)2 + NaOH -> NaS2CN(C2H5)2 + H2O}}}